# Annunziata Rees-Mogg
Pour les articles homonymes, voir Mogg.
Annunziata Mary Rees-Mogg, née le 25 mars 1979, est une journaliste et femme politique britannique.

## Biographie
Elle est la sœur du conservateur eurosceptique Jacob Rees-Mogg.
En 2019, Annunziata Rees-Mogg est élue députée européenne sur la liste du Parti du Brexit.